# Taekwondo en los Juegos Panafricanos
El taekwondo fue admitido en los Juegos Panafricanos desde la cuarta edición que se celebró en Nairobi (Kenia) en 1987.

## Ediciones
| N.º  | Año  | Sede          | País                |
| ---- | ---- | ------------- | ------------------- |
| I    | 1987 | Nairobi       | Kenia               |
| II   | 1991 | El Cairo      | Egipto              |
| III  | 1995 | Harare        | Zimbabue            |
| IV   | 1999 | Johannesburgo | Sudáfrica           |
| V    | 2003 | Abuya         | Nigeria             |
| VI   | 2007 | Argel         | Argelia             |
| VII  | 2011 | Maputo        | Mozambique          |
| VIII | 2015 | Brazzaville   | República del Congo |
| IX   | 2019 | Rabat         | Marruecos           |
| X    | 2023 | Acra          | Ghana               |